# 老松 (宮崎市)
老松（おいまつ）とは、宮崎県宮崎市内の地名。中央東地域自治区に属している。住居表示実施地域。郵便番号は880-0801

## 地理
宮崎市の中央東地域自治区に属する。宮崎県道341号宮崎港宮崎停車場線、日豊本線に挟まれた地区である。南から1丁目・2丁目が順に置かれる。マンションや専門学校がが立ち並ぶ地域である。
北を錦町 (宮崎市)、東を堀川町・宮崎駅東、南を瀬頭2丁目、西を広島1-2丁目・別府町と接する。

## 歴史
- 1927年 - 大字上別府より老松通が誕生
- 1957年 - 老松通・ 南広島通1丁目 - 3丁目をもって老松通1丁目 - 2丁目が成立。老松通は消滅。
- 1966年 - 老松通1丁目 - 2丁目と鶴来町をもって老松1丁目-2丁目が成立。老松通1丁目 - 2丁目から他に旭、瀬頭、広島、別府町が成立し、老松通1丁目 - 2丁目が消失。

## 世帯数と人口
2023年（令和5年）9月1日現在の世帯数と人口は以下の通りである。
| 町丁      | 世帯数  | 人口  |
| --------- | ------- | ----- |
| 老松1丁目 | 425世帯 | 750人 |
| 老松2丁目 | 326世帯 | 690人 |

## 小・中学校の学区
市立小・中学校に通う場合、学区は以下の通りとなる。
| 町名 | 小学校             | 中学校             |
| ---- | ------------------ | ------------------ |
| 老松 | 宮崎市立宮崎小学校 | 宮崎市立宮崎中学校 |

## 交通

### 鉄道
JR日豊本線が通過する。最寄り駅は宮崎駅

### バス
宮交グループの運営するバスが営業している。

### 道路
- 宮崎県道11号宮崎島之内線
- 宮崎県道341号宮崎港宮崎停車場線

## 施設
- MSG宮崎総合学院
- 農林水産省九州農政局宮崎県拠点
- アミュプラザみやざきうみ館
- JR九州バス宮崎支店